# Andreas Tews
Andreas Tews, född den 11 september 1968 i Rostock, Tyskland, är en tysk boxare som tog OS-guld i fjäderviktsboxning 1992 i Barcelona. Fyra år tidigare i Seoul tävlade han för Östtyskland och tog OS-silver i lättviktsboxning 1988. 